# خورشیدماهی لاغر
خورشیدماهی لاغر (نام علمی: Ranzania laevis) نام یک گونه از تیره خورشیدماهیان است.

## نگارخانه

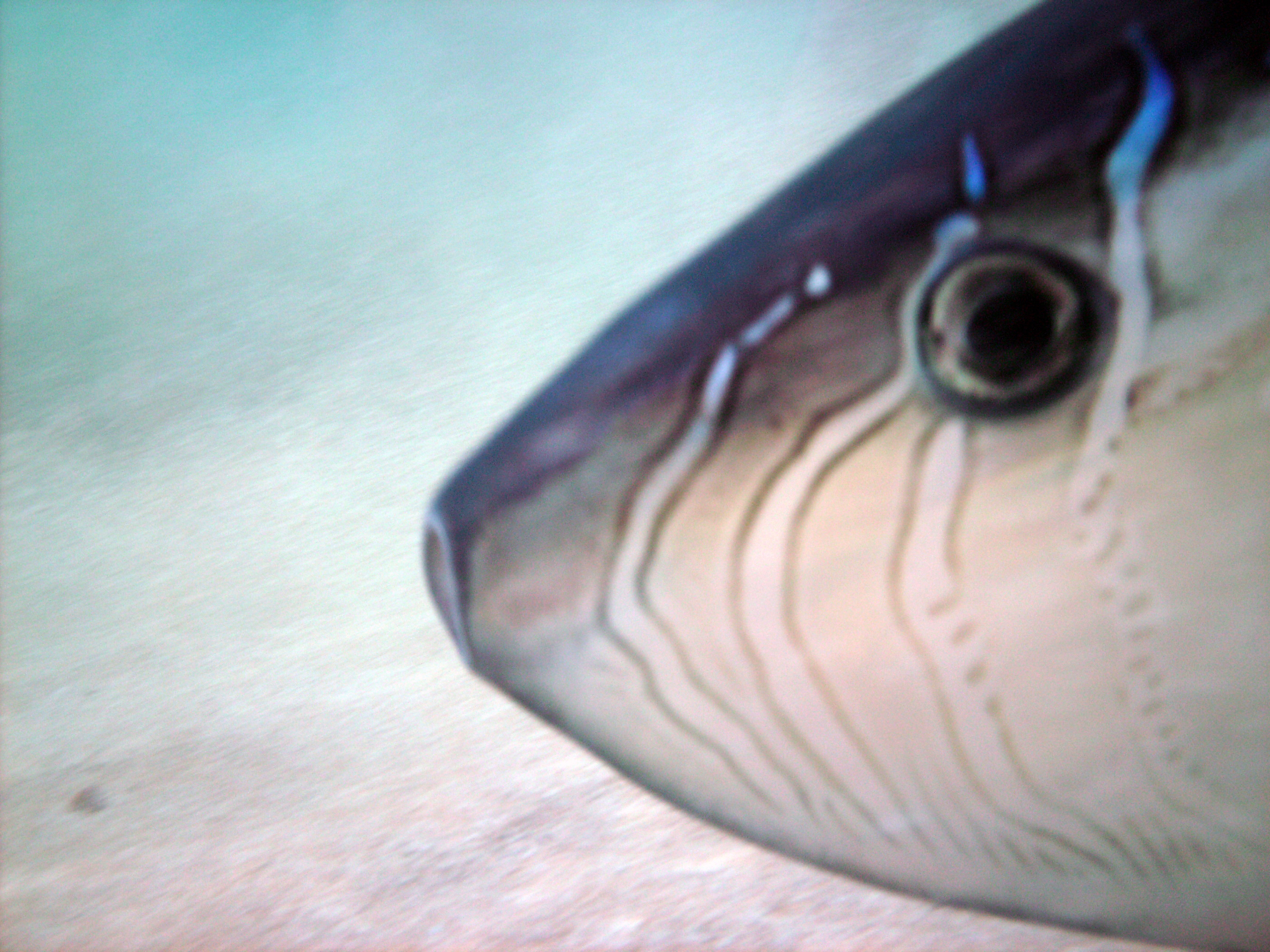
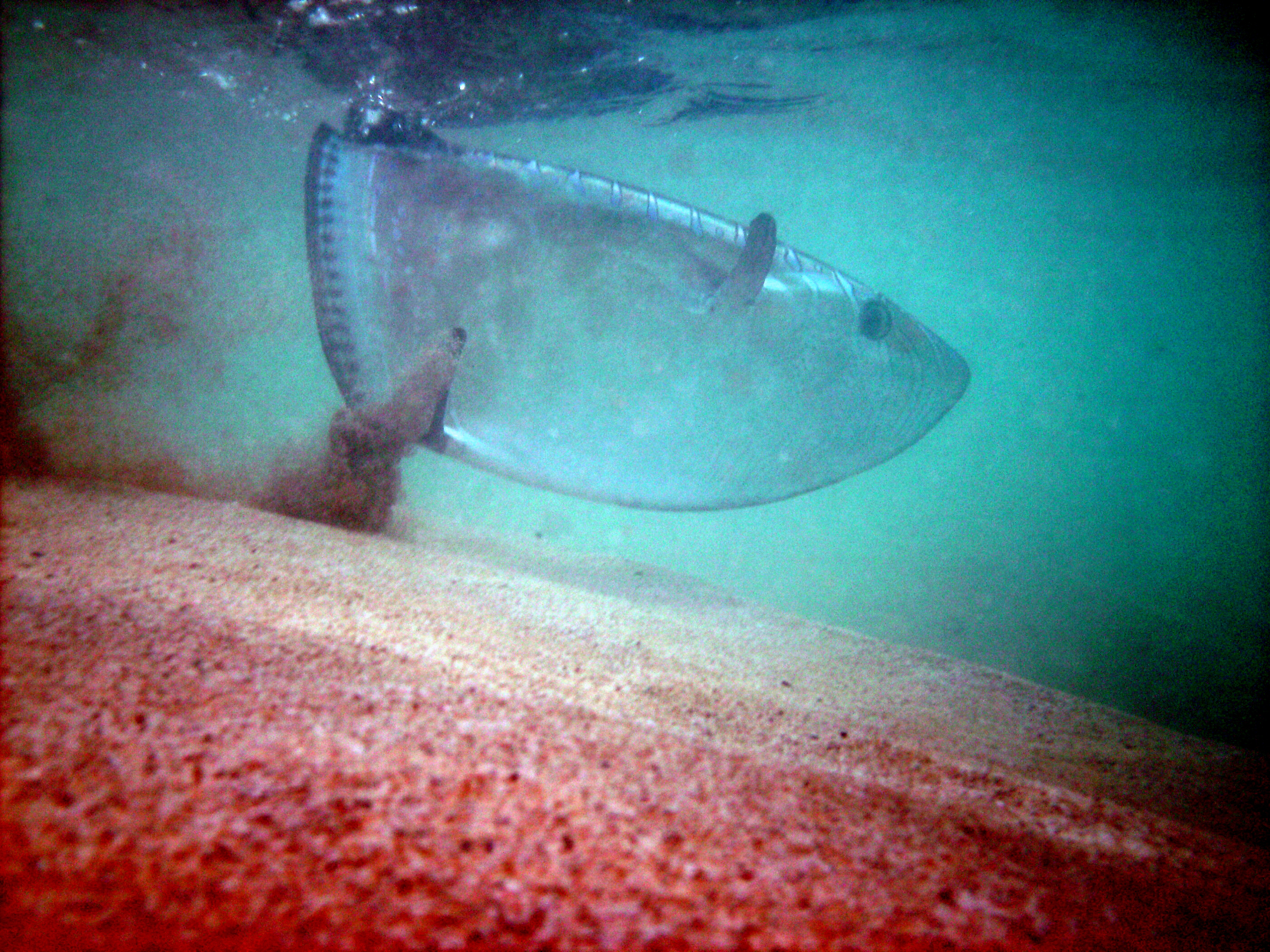